# Geschichte(n) des Kinos
Geschichte(n) des Kinos (Originaltitel: Histoire(s) du cinéma) ist eine Serie von acht Videofilmen von Jean-Luc Godard, zu denen Vorarbeiten bis in die 1970er Jahre zurückreichen und deren Erstaufführungen sukzessive in den Jahren von 1988 bis 1997 stattfanden.

## Intention
Jean-Luc Godard: „Zeigen, dass die Filmgeschichte zuerst einmal keine Geschichte ist, sondern aus Geschichten besteht.
Und dann zeigen, dass alle diese Geschichten sich mit der Geschichte des 20. Jahrhunderts vermischt haben.
Die Geschichte des Films ist der einzig sichtbare Teil der Geschichte, und in diesem Sinne ist es die Weltgeschichte, die zur Filmgeschichte gehört.
Keine Chronologie zeigen, Namen oder Daten, sondern einen Windzug, ausgehend von der Grundidee: das ganze 20. Jahrhundert war der Schauplatz eines gnadenlosen Kampfes zwischen Bildern oder Tönen (das Neugeborene) und Worten (die Erwachsenen, die Regierung).“

## Struktur, Titel und Länge der Kapitel, wesentliche Themen, Widmungen
Der Film ist aufgeteilt in vier Folgen (1 bis 4) mit je zwei Kapiteln (a und b).
1(a) Alle Geschichten (Toutes les histoires; 51 Minuten)
Themen: Vorweg, als Insert das Motto: „hoc opus / hic labor est“; Aufruf einiger emblematischer Filmtitel: Die Spielregel, Schreie und Flüstern; der Film ist noch keine drei Minuten alt, als zum ersten Mal und noch ohne jede Einordnung in eine Chronologie oder ein Thema eines der beiden Leitmotive – der Sex und der Tod – anklingt, die sich durch die ganze Serie ziehen werden: Bilder des todkranken Nicholas Ray in Wim Wenders’ Film Lightning Over Water; als Einstieg in die Geschichte des Kinos wählt Godard frühe Hollywood-Filme – dabei im Fokus zwei Produzenten: Irving Thalberg und Howard Hughes – und, parallel dazu, frühe Filme aus der Sowjetunion – dabei im Fokus die Regisseure Sergej Eisenstein und Dziga Vertov; die Traumfabrik und die Wirklichkeit, und dass auch die ersten bewegten Bilder der Wirklichkeit im Kino zu sehen waren: „Gaumont Actualités“, die Wochenschauen; das Kino in der Zeit des deutschen Faschismus; schließlich: Deutschland im Jahre Null.
Dies Kapitel ist Mary Meerson und Monica Tegelaar gewidmet.
1(b) Eine Geschichte allein (Une histoire seule; 41 Minuten)
Themen: Der Film – Erbe der Photographie; die Experimente von Muybridge; die Geburt des Kinos: die Brüder Lumière und der Film Die Ankunft eines Zuges auf dem Bahnhof in La Ciotat; die Gründer der United Artists; die zwei großen Geschichten des Kinos: der Sex und der Tod; in einer längeren Montage setzt Godard seinen eigenen Film Die Verachtung in Beziehung zur Geschichte des Kinos: im Vorführraum in Cinecittà – das Lumière-Zitat „Das Kino, eine Erfindung ohne Zukunft“; ein kurzer Exkurs: Afrika – ethnologischer Film; und: Film und Religion – beide verlangen den Glauben.
Dies Kapitel ist John Cassavetes und Glauber Rocha gewidmet.
2(a) Allein das Kino (Seul le cinéma; 27 Minuten)
Themen: Godard im Gespräch mit Serge Daney: die Nouvelle Vague und Kino-Geschichtsschreibung; dann weiter in der eigenen Erzählung: die großen Geschichtsschreiber, die Moderne: der Impressionismus, das Kino und die (anderen) Künste; Montage zu Baudelaires Le Voyage (letztes Gedicht der Fleurs du Mal), gelesen von Julie Delpy.
Dies Kapitel ist Armand J. Cauliez und Santiago Álvarez gewidmet.
2(b) Fatale Schönheit (Fatale Beauté; 28 Minuten)
Themen: Die Filme der Männer, die Schönheit der Frauen, Bilder des Schreckens, Bilder der Schönheit; Montage zu einigen kurzen Auszügen aus Hermann Brochs Der Tod des Vergil, gelesen von Sabine Azéma.
Dies Kapitel ist Michèle Firk und Nicole Ladmiral gewidmet.
3(a) Die Münze des Absoluten (La monnaie de l’absolu; 26 Minuten)
Titel: La monnaie de l’absolu war der Titel des dritten Bandes von André Malraux’ Werk Psychologie de l'Art. – Themen: Montage zu einer Lesung von Victor Hugos „on assassine un peuple – où? – en Europe“ („man ermordet ein Volk – wo? – in Europa“); Film und Faschismus, Zweiter Weltkrieg; eine Hoffnung: der italienische Neorealismus, dazu das Lied La Nostra Lingua Italiana von Riccardo Cocciante.
Dies Kapitel ist Gianni Amico und James Agee gewidmet.
3(b) Die neue Welle (Une vague nouvelle; 27; Minuten)
Themen: Die französische Nouvelle Vague und ihre Geburtsstätte: die Cinémathèque française; ein pessimistischer Rückblick – Godard sinngemäß: „unser einziger Irrtum war es zu glauben, dass es ein Anfang war“ – und ein etwas sentimentaler Ton am Schluss des Kapitels: „dennoch, Becker, Rossellini, Melville, Franju, Jacques Demy, Truffaut, Sie haben sie alle gekannt“ – Godard: „ja, es waren meine Freunde“.
Dies Kapitel ist Frédéric C. Froeschel und Nahum Kleiman gewidmet.
4(a) Die Kontrolle über das Universum (Le contrôle de l’univers; 27 Minuten)
Themen: Ein langer Abschnitt des Kapitels wird eingeleitet durch die Inserts „INTRODUCTION À / LA MÉTHODE D‘ / ALFRED HITCHCOCK“ („Einführung in die Methode von Alfred Hitchcock“); in Hitchcock sieht Godard den „größten Formenschöpfer des 20. Jahrhunderts“; Godard: keine andere Kunst habe es vermocht, mit ihren Objekten zum Zeitpunkt ihrer Hervorbringung so viele Menschen zu erreichen, wie es Hitchcock vermochte in den fünf oder zehn Jahren seiner größten Filme. Darauf folgt eine Montage zu einer längeren Passage aus Elie Faures Histoire de l'art (Geschichte der Kunst), gelesen von Alain Cuny, wobei Godard statt „Rembrandt“, um den es im Text von Faure geht, „das Kino“ einsetzt.
Dies Kapitel ist Michel Delahaye und Jean Domarchi gewidmet.
4(b) Die Zeichen unter uns (Les signes parmi nous; 37 Minuten)
Titel: Les signes parmi nous war der Titel eines Romans von Charles-Ferdinand Ramuz aus dem Jahr 1919. – Themen: Das persönlichste Kapitel der Geschichte(n) des Kinos; lassen sich alle Überlegungen auf die banale oder die philosophische Frage zurückführen: „wo und warum eine Einstellung beginnen, wo und warum sie beenden?“; ein Selbstporträt mit den Worten anderer schließt die Serie ab – Zitate von Arthur Rimbaud, Georges Bataille, Maurice Blanchot, Emily Dickinson, und von Jorge Luis Borges: „Wenn ein Mensch im Traum das Paradies durchwanderte, und man gäbe ihm eine Blume als Beweis, dass er dort war, und er fände beim Aufwachen diese Blume in seiner Hand - was dann?“ Godard fügt hinzu: „Ich war dieser Mensch.“
Dies Kapitel ist Anne-Marie Miéville gewidmet und hat Godard auch sich selbst gewidmet – „pour moi-même“.

## Form
Folgende Elemente benutzt der Film:
Eigene Originalaufnahmen (Godard an der Schreibmaschine, am Schnittplatz, im Gespräch mit Serge Daney; Schauspieler, die Texte rezitieren), Ausschnitte und Standbilder aus der Geschichte des Kinos (Spiel- und Dokumentarfilme, Zeitdokumente aus Wochenschauen udgl.), Abbildungen von Photographien (in großer Zahl von Regisseuren, Schriftstellern sowie wiederum Zeitdokumente) und von Gemälden, Inserts kurzer Texte und schließlich: Musik – sehr häufig in kurzen Melodiefragmenten, selten in voller Länge ausgespielte Lieder oder jedenfalls lange Passagen aus Liedern; gleichermaßen Filmmusik aus der Geschichte des Kinos wie klassische Musik und Popularmusik.
Aus diesen Elementen baut Godard komplexe Montagen, so dass selten, nur in Ausnahmefällen, nur eine Bildquelle (z. B. ein Filmausschnitt) und eine Tonquelle (z. B. der zugehörige O-Ton des Films) zu sehen und zu hören sind. Meist fügt Godard weitere Elemente hinzu (z. B. Material aus anderen Bildquellen, eigenen Kommentartext, Musik) und bearbeitet sie darüber hinaus. Godard hat dafür die damals, Ende der 1980er bis Mitte der 1990er, verfügbaren Mittel der Videotechnik benutzt. – Jonathan Rosenbaum hat die technische Seite des Verfahrens so beschrieben: „Filmausschnitte und Tonspuren werden untersucht und einander gegenübergestellt – teils durch die gewöhnlichen Möglichkeiten eines Videorecorders (schneller Vorlauf, Zeitlupe, Standbild, Stummschaltung und Programmierung) und teils durch ausgefeiltere Techniken wie Bildbearbeitung, Tonmischung, Untertitelung und Überblendungen.“

## Aufführungen

### Orte und Daten der Erstaufführungen
- Kapitel 1(a) und 1(b) – Filmfestival von Cannes im Mai 1988.
- Kapitel 2(a) und 2(b) – Museum of Modern Art, New York, im Januar 1994 und Locarno International Film Festival im August 1995.
- Kapitel 3(a) – Locarno International Film Festival im August 1995 und Filmfestival von Cannes im Mai 1997.
- Kapitel 3(b) – Locarno International Film Festival im August 1995.
- Kapitel 4(a) – Filmfestival von Cannes im Mai 1997.
- Kapitel 4(b) – Ciné Lumière, London, im September 1997.[4]

### Weitere Aufführungen (Auswahl)
- Kapitel 1(a) und 1(b) – Internationales Forum des Jungen Films, Berlin, im Februar 1990.[5]
- Projektion diverser Teile innerhalb der Installation von Dan Graham: New Design for Showing Videos – documenta X, Kassel, 1997.
- Alle acht Kapitel – Vienna International Film Festival, Wien 2000.[6]

## Veröffentlichungen

### Vorbereitungen
- Jean-Luc Godard und Anne-Marie Miéville: Histoire(s) du Cinéma et de la Télévision. In: Filmkritik, Nr. 2/1977, S. 70–79. (Vermutlich erstes Dokument zum geplanten Projekt: 20 Blätter mit zahlreichen Abbildungen und handschriftlichen Anmerkungen.)
- Jean-Luc Godard: Einführung in eine wahre Geschichte des Kinos (orig. Introduction à une véritable histoire du cinéma). Aus dem Französischen übersetzt von Frieda Grafe und Enno Patalas. Carl Hanser Verlag, München Wien 1981, ISBN 3-446-13282-1. (Transkription von Vorträgen, die Godard 1978 am Conservatoire d’Art Cinématographique in Montreal gehalten hat.)

### Fassungen
- Geschichte(n) des Kinos. 2 DVDs der deutschen Sprachfassung. Filmedition suhrkamp / Absolut Medien, Frankfurt am Main 2009, ISBN 978-3-518-13510-5. Im Booklet: ein Essay von Klaus Theweleit unter dem Titel Bei vollem Bewußtsein schwindlig gespielt.
- Histoire(s) du cinéma – Complete Soundtrack. 5 CDs mit dem vollständigen Soundtrack des Films plus 4 Bücher mit dem französischen Kommentar-Text Godards sowie Übersetzungen ins Englische und Deutsche. ECM Records, 1999, ISBN 3-00-005329-8.

### Seitenprojekte
- JLG/JLG – Godard über Godard (Originaltitel: JLG/JLG, autoportrait de décembre). (Film aus 1995; „Selbstporträt, nicht Autobiographie“, hat Godard betont; teilweise mit identischem Material, wie in Kapitel 4(b) verwendet.)
- 2 x 50 ans de cinéma français. (Film aus 1995 aus Anlass von 100 Jahren Kino; produziert im Auftrag der TV-Abteilung des British Film Institute.)

## Rezeption
Einen Bericht über eine Publikumsdiskussion mit Godard unmittelbar nach der Aufführung der Kapitel 1(a) und 1(b) bei der Berlinale 1990 gab Thierry Chervel in Die Tageszeitung vom 13. Februar 1990. In der Diskussion wurde der Film als „Salat“ bezeichnet, und Chervel nennt ein paar Beispiele dafür, dass man durchaus auf dieses Wort kommen kann: So u. a. wenn Godard zu dem Satz „Ich werde kämpfen“ aus Die Damen vom Bois de Boulogne den Satz von de Gaulle aus 1944 montiert, Frankreich müsse kampfen. Ein launiger Bericht also, den Chervel abschließt mit dem Wunsch: „Ich will mehr von diesem Salat.“
Anlässlich der Veröffentlichung der CD- und Buchausgabe der Histoire(s) du cinéma schrieb Alexander Horwath eine Rezension für Die Tageszeitung, die Basler Zeitung und die Wiener Presse. Horwath stellt fest, dass das „Präsentationsformat“ (die von ECM herausgegebene opulente CD- und Buchausgabe) „verdient“ sei, dass aber andererseits Godards Videoserie nicht mehr sei als eine „Marginalie im öffentlichen Filmgespräch“. Er schreibt: „Was Aura, Umfang und kulturellen Anspruch betrifft, behauptet solch ein Präsentationsformat seinen Platz ganz selbstbewußt zwischen der ‘Kritischen Gesamtausgabe’ kanonischer Schriftsteller und dem ‘catalogue raisonné’ der bildenden Künstler. Tatsächlich lassen sich nur wenige andere Laufbildwerke denken, die solch eine Behandlung mit Fug und Recht ‘verdienen’ würden. Die Unterschiede sind dennoch gewaltig: Die Histoire(s) du cinéma, produziert zwischen 1988 und 1998, sind – nicht nur im deutschsprachigen Raum, aber hier besonders – weit von der Kanonisierung entfernt. Sie bilden eine Marginalie im öffentlichen Filmgespräch, dienen der Kunstwelt bestenfalls zum koketten Seitensprung (z.B. auf der documenta X), und auch als Feuilletonredakteursprüfungsfrage sind sie gewiß nicht vorgesehen.“
Maja Bächler, in H-Soz-Kult vom 16. März 2010: „Bei der Unmenge der Bilder, Worte und Töne, die (Godard) montiert, wird ein extremes Vorwissen vorausgesetzt, ohne das die inter - und intratextuellen Bezüge nicht hergestellt werden können. Diese Überforderung ist gewollt und entspricht Godards Ansatz, denn insofern jeder unterschiedliche Bezüge herstellt und aufgrund seines Vorwissens herstellen kann, entstehen neue Geschichten in den Köpfen des Publikums. Darüber hinaus fordert Godard unsere Sehgewohnheiten durch schnelle Schnitte, ungewöhnliche Kadrierungen und die genannte Ebenenvielfalt heraus. Er erinnert damit kontinuierlich daran, dass es sich bei diesen Histoire(s) du cinéma um Montagen, nicht um eine chronologische Tatsachenbeschreibung handelt.“